# GLUT

β-D-glucose-molecuul (druivensuiker)

Glucosetransporters of GLUT zijn membraaneiwitten die behoren tot de membraangebonden suiker-transporters van onder andere glucose, galactose en fructose. Het zorgt voor gefaciliteerde transport van glucose.
Er zijn verschillende soorten die elk werken met een eigen affiniteit voor suiker en soms specifiek voor een bepaald type weefsel. GLUT-1 komt op de meeste cellen voor en is de belangrijkste glucosetransporter over de bloed-hersenbarrière. GLUT-3 is specifiek voor hersen- en zenuwweefsel en is eveneens aanwezig in de placenta. In vetweefsel en skeletspieren zorgt het insuline-onafhankelijke GLUT-1 voor een constante, trage toevoer van glucose naar deze weefsels, terwijl GLUT-4 veel sneller glucose naar deze weefsels kan transporteren, maar uitsluitend na stimulering door insuline. GLUT-6 komt voor in de hersenen, leukocyten en in vetweefsel, GLUT-8 vooral in de cellen van de testes en veel minder in het skelet- en hartspierweefsel. GLUT-11 is specifiek voor skelet- en hartspierweefsel. GLUT-7 transporteert glucose uit het endoplasmatisch reticulum.